# Benjamin Jaworskyj
Benjamin Jaworskyj (* 28. Oktober 1986 in Heidelberg) ist ein deutscher Fotograf, Autor, Webvideoproduzent und ehemaliger Hörfunkmoderator beim Berliner Sender 93,6 JAM FM.

## Leben
Benjamin Jaworskyj wuchs in Reilingen auf, wo er bis zur vierten Klasse die Friedrich-von-Schiller-Grundschule besuchte. In Hockenheim besuchte er bis 2003 das Carl-Friedrich-Gauß-Gymnasium, das er nach der Trennung seiner Eltern nach der achten Klasse verließ. Mit seiner Mutter und Schwester zog er nach Berlin. Jaworskyj bestand 2007 auf der Bertolt-Brecht-Oberschule in Spandau sein Abitur und begann ein Studium an der Universität Potsdam, das er 2008 abbrach. Er absolvierte ein Moderationsvolontariat beim Berliner Hörfunksender 93,6 JAM FM Berlin und moderierte von 2010 bis 2013 diverse Radiosendungen, u. a. Ben ab Ten und die JAM FM Morningshow.
Ab 2007 erlernte Jaworskyj autodidaktisch Kamera- und Bildbearbeitungstechniken, gab bald darauf erste Workshops, eröffnete den YouTube-Kanal „jaworskyjpictures“ und veröffentlichte wöchentliche Online-Video-Tutorials. 2022 folgten ihm 421.000 Personen auf YouTube.
Jaworskyj arbeitet seit 2014 selbstständig als Fotograf, Videoproduzent und Unternehmer. Er wurde bekannt für seine Landschaftsfotografien. Sie sind geprägt durch starke Farben und eine klare Komposition. Motive sind häufig Berge, Wasserfälle und das Meer. Die Technik, die er überwiegend anwendet, ist die Langzeitbelichtung. Auf Instagram veröffentlicht er auf seinem Profil „jaworskyj“ regelmäßig Fototipps und Fotos von seinen Reisen. Dort hat er 350.000 Follower.
Seit 2016 betreibt er auch einen englischsprachigen YouTube-Kanal, auf dem er ebenfalls Video-Tutorials rund um die Fotografie hochlädt. Eines seiner bekanntesten Video-Formate ist „#jaworskyj Around the World“, in dem er sich auf die Suche nach beeindruckenden Landschaften auf der ganzen Welt begibt. Die 50-Minuten-Dokumentationen wurden seit 2014 unter anderem in Schottland, Südafrika, Norwegen, Australien und Deutschland gefilmt.
2017 liefen die ersten beiden Folgen von Der Abenteuerfotograf im NDR. In diesen wird Jaworskyj im Harz und an der Müritz von einem Filmteam von TV Plus begleitet. Es folgten zwei weitere Folgen aus Ostfriesland und Hamburg.
Jaworskyj schreibt und komponiert Songs; 2011 erarbeitete er einige Songs u. a. mit Dante Thomas.

## Preise und Auszeichnungen
- 2013: Deutscher Webvideopreis: FAQ

## Buchveröffentlichungen
- Fotos nach Rezept, 2014, ISBN 978-3-86910-208-5.
- Fotos nach Rezept 2, 2015, ISBN 978-3-86910-204-7.
- Abenteuer Landschaftsfotografie, 2016, ISBN 978-3-86910-224-5.
- Urlaubsfotos nach Rezept, 2019, ISBN 978-3-86910-085-2.
- Foto Reiseführer 1, 2020, ISBN 978-3-9822726-0-3
- Foto Reiseführer 2, 2021, ISBN 978-3-9822726-1-0
- Foto Reiseführer 3, 2021, ISBN 978-3-9822726-3-4
- Foto Reiseführer 4, 2022, ISBN 978-3-9822726-4-1